# Pelagiusz II
Pelagiusz II (ur. w Rzymie, zm. 7 lutego 590 tamże) – 63. papież w okresie od 26 listopada 579 do 7 lutego 590.

## Życiorys
Przyjmuje się, że pochodził z Rzymu, choć jego ojciec nosił imię Unigild, co wskazywałoby na pochodzenie gockie. Został wybrany na papieża natychmiast, nie czekając na zgodę cesarza.
Najważniejsze dokumenty z czasu jego pontyfikatu dotyczą Longobardów i Schizmy Trzech Rozdziałów. Z powodu zagrożenia ze strony Lombardów Pelagiusz zwrócił się z prośbą o pomoc do cesarza bizantyjskiego Maurycjusza. Ponieważ nie uzyskał od niego oczekiwanej pomocy papież zwrócił się do Franków, którzy po pierwszej inwazji zostali przekupieni przez Lombardów i wycofali się.
Pelagiusz próbował popularyzować celibat wśród księży. Akty na temat celibatu wydane przez Pelagiusza zostały anulowane przez jego następcę Grzegorza I Wielkiego. W 589 roku odbył się synod w Toledo, na którym papież ogłosił nawrócenie się Wizygotów.
Papież był też budowniczym – podniósł prezbiterium bazyliki św. Piotra, by ołtarz znajdował się nad grobem Piotra Apostoła. Pelagiusz zmarł w czasie epidemii dżumy, która wybuchła pod koniec 589, po wylaniu Tybru.